# Elezioni parlamentari in Giappone del 2021
Le elezioni parlamentari in Giappone del 2021 si sono tenute il 31 ottobre per il rinnovo della Camera dei rappresentanti, la camera bassa della Dieta nazionale. Si è trattato delle prime elezioni generali dell'era Reiwa, segnando la fine dei nove anni dell'era Shinzo Abe e del controverso governo Suga.
Le consultazioni hanno visto la vittoria del Partito Liberal Democratico che, nonostante la perdita di alcuni seggi, ha mantenuto una maggioranza parlamentare consistente; Fumio Kishida è stato così riconfermato Primo ministro.

## Contesto precedente

### Quadro politico
Dopo le elezioni generali del 2017, il Partito Liberal Democratico (LDP) ha continuato a trovarsi in una posizione dominante poiché il Primo ministro Shinzo Abe aveva portato il partito alla terza vittoria consecutiva, cosa non più accaduta dal 1953. Mentre la forte dimostrazione dell’LDP sembrava suggerire lo slancio per l'obiettivo di lunga data di Abe di rivedere l'articolo 9 della Costituzione contro la guerra, la prospettiva di una revisione è stata vanificata a causa di ostacoli procedurali nella Dieta da parte dei partiti di opposizione, facendo così perdere alla coalizione di governo la maggioranza del 2/3 alla Camera dei consiglieri nelle elezioni del 2019.

### Dimissioni di Shinzo Abe ed elezione di Yoshihide Suga
Le valutazioni di approvazione di Abe hanno inoltre sofferto nel 2018 poiché diversi scandali di favoritismi hanno dominato la copertura mediatica, tuttavia egli è stato comunque rieletto presidente dell'LDP nel settembre 2018, diventando il primo ministro più longevo nella storia del Giappone il 19 novembre 2019 e il più longevo consecutivo Primo ministro il 24 agosto 2020. Abe ha, tuttavia, scioccato gli osservatori quando ha annunciato il 28 agosto 2020 che si sarebbe dimesso dalla presidenza a causa di un'improvvisa ricomparsa della sua colite ulcerosa. Il segretario capo del gabinetto Yoshihide Suga è stato eletto prossimo presidente dell'LDP nel settembre 2020 ed è succeduto ad Abe come primo ministro giorni dopo.

### Consolidamento delle parti di opposizione
Nel frattempo, i numerosi partiti di opposizione del Giappone sono rimasti fratturati e disuniti. Il Partito Costituzionale Democratico, cercando di affermarsi come il principale partito di opposizione di centro-sinistra contro l'LDP, si è fuso con la maggioranza del Partito Democratico per il Popolo e del Partito Socialdemocratico, nonché con diversi legislatori indipendenti alla fine del 2020, riorganizzandosi ufficialmente come nuovo partito pur mantenendo lo stesso nome e Yukio Edano come leader. Il partito nazionalista Kibō no Tō del governatore di Tokyo Yuriko Koike è stato sciolto nel maggio 2018 dopo essersi fuso con il Partito Democratico Progressista per formare il Partito Democratico per il Popolo, mentre la stessa Koike è stata rieletta in modo schiacciante nel 2020 come indipendente. Il periodo dal 2017 ha visto anche la creazione di Reiwa Shinsengumi, un partito populista di sinistra formato dall'ex attore Taro Yamamoto, la cui posizione politica centrale è l'abolizione dell'imposta sui consumi.

### Diminuzione della popolarità di Suga e collasso del gabinetto
Mentre ad inizio mandato Yoshihide Suga era relativamente popolare, le valutazioni di approvazione del Primo Ministro sono gradualmente peggiorate a causa dell'insoddisfazione pubblica per la sua gestione della pandemia di COVID-19, incluso il lento lancio dei vaccini in Giappone rispetto al resto del mondo sviluppato e la sua gestione dei Giochi olimpici di Tokyo del 2020, a partire dall’obbligato posticipo fino alla sua organizzazione. L'LDP ha perso tre elezioni suppletive alla Dieta nell'aprile 2021 e non è riuscito a ottenere la maggioranza assoluta nelle elezioni dell'Assemblea metropolitana di Tokyo a luglio, nonostante abbia vinto il maggior numero di seggi. Gli analisti hanno attribuito le perdite al basso indice di gradimento di Suga.

### Olimpiadi estive di Tokyo 2020 e aumento dei contagi da COVID-19
Quando le Olimpiadi si sono finalmente svolte da luglio ad agosto 2021, il sentimento pubblico è aumentato poiché gli atleti giapponesi si sono assicurati un record di medaglie olimpiche. Tuttavia, ciò non si è tradotto in una ripresa delle valutazioni personali di Suga poiché l'evento ha coinciso con la dichiarazione di un ulteriore stato di emergenza a causa della crescita di casi di COVID-19 in Giappone per via della variante Delta. Al termine delle Olimpiadi di Tokyo, il paese ha registrato più di un milione di casi. In un sondaggio di Asahi Shimbun condotto alla fine delle Olimpiadi, il tasso di approvazione del Gabinetto è sceso al minimo storico del 28%, anche se il 56% del pubblico ha convenuto che ospitare le Olimpiadi fosse la decisione giusta, esprimendo, tuttavia, preoccupazione per l'incapacità del governo di gestire la pandemia di COVID-19. Di conseguenza, è probabile che la risposta alla pandemia del governo sia una delle questioni elettorali.
Sebbene Suga abbia affermato che non ci siano prove tangibili che le Olimpiadi abbiano contribuito a un aumento dei casi quotidiani a Tokyo e in altre parti del Giappone, gli esperti, incluso il consigliere medico capo del governo, ritengono che i Giochi abbiano minato la messaggistica ufficiale sulle regole dei virus e abbiano incoraggiato le persone a diventare compiacenti.

### Elezione della leadership del LDP del 2021 e dimissioni di Suga
Dopo le Olimpiadi, sono aumentate le speculazioni secondo cui diversi legislatori del LDP, come gli ex ministri Sanae Takaichi, Seiko Noda e Fumio Kishida, nonché  il capo della politica del partito Hakubun Shimomura si stavano preparando a candidarsi per la leadership del LDP contro Suga quando il suo mandato come presidente del partito sarebbe scaduto a settembre 2021, in prossimità delle elezioni. La sconfitta del candidato Hachiro Okonogi, socio di Suga, nelle elezioni per il sindaco di Yokohama il 22 agosto ha aggiunto pressione sul primo ministro e ha aumentato le speculazioni sul suo futuro politico.
Il 3 settembre, Suga ha annunciato che non si sarebbe candidato alla rielezione per la leadership dell'LDP adducendo ai bassi indici di gradimento e aprendo la strada a un nuovo leader dell'LDP e Primo Ministro per portare il partito alle elezioni generali.

## Risultati
| Liste                                                  | Proporzionale | Proporzionale | Proporzionale | Maggioritario | Maggioritario | Maggioritario | Totale seggi |  |
| Liste                                                  | Voti          | %             | Seggi         | Voti          | %             | Seggi         | Totale seggi |  |
| ------------------------------------------------------ | ------------- | ------------- | ------------- | ------------- | ------------- | ------------- | ------------ |  |
| Partito Liberal Democratico (LDP)                      | 19 914 883    | 34,66         | 72            | 27 626 235    | 48,08         | 189           | 261          |  |
| Partito Costituzionale Democratico del Giappone (CDP)  | 11 492 094    | 20,00         | 39            | 17 215 621    | 29,96         | 57            | 96           |  |
| Nippon Ishin no Kai (JIP)                              | 8 050 830     | 14,01         | 25            | 4 802 793     | 8,36          | 16            | 41           |  |
| Kōmeitō (K)                                            | 7 114 282     | 12,38         | 23            | 872 931       | 1,52          | 9             | 32           |  |
| Partito Comunista Giapponese (JCP)                     | 4 166 076     | 7,25          | 9             | 2 639 631     | 4,59          | 1             | 10           |  |
| Partito Democratico per il Popolo (DPP)                | 2 593 396     | 4,51          | 5             | 1 246 812     | 2,17          | 6             | 11           |  |
| Reiwa Shinsengumi (RS)                                 | 2 215 648     | 3,86          | 3             | 248 280       | 0,43          | -             | 3            |  |
| Partito Socialdemocratico (SDP)                        | 1 018 588     | 1,77          | -             | 313 193       | 0,55          | 1             | 1            |  |
| Partito per la Protezione dei Giapponesi contro la NHK | 796 788       | 1,39          | -             | 150 542       | 0,26          | -             | -            |  |
| Shiji Seitō Nashi                                      | 46 142        | 0,08          | -             | 0             | 0,00          | -             | -            |  |
| Nippon Daiittō                                         | 33 661        | 0,06          | -             | 0             | 0,00          | -             | -            |  |
| Yamato                                                 | 16 970        | 0,03          | -             | 0             | 0,00          | -             | -            |  |
| Partito Nuovo                                          | 6 620         | 0,01          | -             | 0             | 0,00          | -             | -            |  |
| Altri                                                  | 0             | 0,00          | -             | 71 826        | 0,13          | -             | -            |  |
| Indipendenti (IND)                                     | 0             | 0,00          | -             | 2 269 167     | 3,95          | 10            | 10           |  |
| Totale                                                 | 57 465 978    | 100           | 176           | 57 457 031    | 100           | 289           | 465          |  |
|                                                        |               |               |               |               |               |               |              |  |
| Schede nulle                                           | 1 425 366     | 2,42          |               | 1 443 227     | 2,45          |               |              |  |
| Votanti                                                | 58 891 345    | 55,97         |               | 58 900 259    | 55,98         |               |              |  |
| Elettori                                               | 105 224 103   |               |               | 105 224 103   |               |               |              |  |

- I voti conseguiti dalle liste e il totale dei voti validi si intendono approssimati per difetto (senza parte decimale).

| Riepilogo dei seggi | Riepilogo dei seggi | Riepilogo dei seggi | Riepilogo dei seggi | Riepilogo dei seggi | Riepilogo dei seggi | Riepilogo dei seggi |
| ------------------- | ------------------- | ------------------- | ------------------- | ------------------- | ------------------- | ------------------- |
|                     |                     |                     |                     |                     |                     |                     |
| JCP                 | 10                  | ▼ 1                 |                     | SDP                 | 1                   | ▼ 1                 |
| RS                  | 3                   | Nuovo               |                     | CDP                 | 96                  | ▲ 41                |
| DPP                 | 11                  | Nuovo               |                     | IND                 | 12                  | ▼ 10                |
| K                   | 32                  | ▲ 3                 |                     | LDP                 | 261                 | ▼ 25                |
| JIP                 | 41                  | ▲ 30                |                     |                     |                     |                     |